# X-ファイル シーズン10
『X-ファイル』のシーズン10（全6話）は2016年1月24日にFOXでの放送が始まり、2016年2月22日に放送が終了した。
当初、FOXは『X-ファイル』の復活版を「ミニシリーズ」と位置付けていたが、『X-ファイル』の動画配信を行っているAmazon.comやHulu及び多くの批評家たちは復活版を「シーズン10」と表記していた。しかし、第1話放送後、FOXもシーズン10の表記を使用するようになった。なお、テレビ版シーズン10は漫画版シーズン10の内容と関連していない。ところが、2017年4月10日、漫画版シーズン10を原作として劇場版第2作とテレビ版シーズン10の間を埋めるストーリーが展開されるオーディオブック『The X-Files: Cold Cases』の製作が発表された。このため、テレビ版シーズン10と漫画版シーズン10が内容的に無関係であるとは言えなくなった。
日本では『X-ファイル 2016』というタイトルで2016年6月1日からデジタル配信がスタートし、7月2日にDVD及びブルーレイBOXが発売された。漫画『金田一少年の事件簿R』とのタイアップが行われた。

## スタッフ
- 製作総指揮：クリス・カーター、グレン・モーガン、ジェームズ・ウォン
- 製作：ダリン・モーガン、ゲイブ・ロッター
- 撮影：ジョエル・ランザム
- 音楽：マーク・スノウ
- サイエンス・アドバイザー：アン・シモン（生物学者）[9]

※ヴィンス・ギリガンとフランク・スポットニッツにもオファーが出ていたが、スケジュールが合わず、参加できなかった。

## キャスト
※（）内は日本語吹き替えキャスト

### 続投キャスト
- デイヴィッド・ドゥカヴニー - フォックス・モルダー（小杉十郎太 / 風間杜夫）、元FBI捜査官。
- ジリアン・アンダーソン - ダナ・スカリー博士（相沢恵子 / 戸田恵子）、病院で医師として働いている。
※映画第2作においてモルダーとスカリーは同居していたが、このミニシリーズで2人は破局している[12]。
- ミッチ・ピレッジ - ウォルター・スキナーFBI副長官（島香裕）
- トム・ブレイドウィッド - メルビン・フロハイスヒキー（？）、ローン・ガンメンのメンバー
- ブルース・ハーウッド - ジョン・フィッツジェラルド・バイヤース（稲葉実）、ローン・ガンメンのメンバー
- ディーン・ハグランド - リチャード・ラングリー（落合弘治）、ローン・ガンメンのメンバー
- ウィリアム・B・デイヴィス - シガレット・スモーキング・マン（小島敏彦）
- アナベス・ギッシュ - モニカ・レイエス（佐々木優子）
- シーラ・ラーケン - マーガレット・スカリー、ダナの母親（火野カチコ）

### 第1話ゲスト
- ジョエル・マクヘイル - タッド・オマリー（鈴木正和）、インターネットのニュース番組の司会者でモルダーの協力者でもある[13]。
- アネット・マヘンドル - スヴェタ（皆瀬まりか）、エイリアンに誘拐された女性。
- アリザ・ヴェラーニ - サンディープ看護師
- ヒロ・カナガワ - ガーナー

### 第2話ゲスト
- ダグ・サヴァント - オーガスタス・ゴールドマン（高岡瓶々）
- レベッカ・ウィソッキー - ジャッキー・ゴールドマン
- ジョナサン・ホワイトセル - ジャニトール
- オマリ・ニュートン - ロジャース
- クリス・ローガン - サンジェイ博士（山田浩貴）
- ニコライ・ウィッチェル - ヒル博士
- アリソン・ワンドズラ - シンシア
- アーロン・ダグラス - リンドクィスト
- ヴィク・サヘイ - グプタ、情報提供者[14][15]
- ライアン・ロビンズ - マーフィー
- クリスティーン・ウィリス - メアリー
- ケイシー・ロール - アグネス
- ジョナサン・ホワイトセル - カイル（青木崇）
- ミーガン・ペタ・ヒル - モリー（木下紗華）

### 第3話ゲスト
- リス・ダービー - ガイ・マン（島田敏）
- クメイル・ナンジアニ - パシャ、害獣駆除の専門家（渡辺一茂）
- リチャード・ニューマン - ルマノヴィッチ博士
- シャンゲラ・ワドリー - アナベル
- タイラー・ラビーン - 怪物の目撃者

### 第4話ゲスト
- ティム・アームストロング - トラッシュマン（松本大）
- ダリル・シャトルワース - ダリル・ランドリー（楠見尚己）
- ペギー・ジョー・ジェイコブズ - ハフ看護師（日野由利加）
- アレッサンドロ・ジュリアーニ - ジョゼフ・カトラー（小室正幸）
- クリス・シールズ - ドロス刑事
- ゲイリー・セコン - 検視官
- サチン・サヘル - ジャック・バッド
- ヴィーナ・スード - ルイーズ・コルキット医師
- ジャネン・カー - タリー看護師

### 第5話ゲスト
- ローレン・アンブローズ - リズ・アインシュタイン捜査官（甲斐田裕子）
- ロビー・アメル - カイド・ミラー捜査官（川島得愛）
- エリック・ブレカー - ブレム特別捜査官
- スティーヴン・ロボ - スーツ姿の男性#1
- シェイン・ジョーンズ - スーツ姿の男性#2
- ジャネット・キダー - 看護師
- アーティン・ジョン - シラズ
- ニーラ・ナイエビ - ノーラ
- ゲイリー・チョーク - マッド・ドッグ
- マーシー・T・ハウス - 怒った女性

### 第6話ゲスト
- ローレン・アンブローズ - リズ・アインシュタイン捜査官（甲斐田裕子）
- ロビー・アメル - カイド・ミラー捜査官（川島得愛）
- ジョエル・マクヘイル - タッド・オマリー（鈴木正和）
- アリザ・ヴェラーニ - サンディープ看護師
- ジュリアン・クリストファー - オスカー・グリフィス医師

※アメリカのネット上において、ディープ・スロートを演じたジェリー・ハーディンがミニシリーズに登場するのではないかという噂が流れたが、2015年9月11日に行われたインタビューでハーディン本人がそうした噂を否定した。

## 各話タイトル・あらすじ
- 第1話「闘争 Part.1」 - 監督・脚本：クリス・カーター[17]

物語はフォックス・モルダーの独白から始まる。モルダーはX-ファイルの捜査を通して政府とエイリアンの陰謀に立ち向かった自身の歩みを振り返っていく。その独白の中ではダナ・スカリーについても言及された。自らの命を危険にさらしてまでも真実を追い求めたモルダーではあったが、2002年にX-ファイル課が閉鎖に追い込まれたため、陰謀の全容解明は不可能になってしまったかに思われた（シーズン9最終話「真実」を参照）。
1947年、ニューメキシコ州ロズウェル。ある医者が軍の関係者に案内されて「何か」の墜落現場へと入っていった。墜落物の残骸を見た医者は驚愕した。その「何か」は当時の科学技術では到底作り得ないものだったからである。医者が視線を別の場所に向けると、負傷した「何か」の搭乗員が墜落現場から這いずって逃げようとしていた。その姿はどう見ても人間ではなかった。医者は搭乗員を治療したいと申し出たが、兵士たちはそれを拒絶し搭乗員を銃殺してしまった。
2016年、ネット上で陰謀論に関する番組を放送し人気を博しているタッド・オマリーは驚くべき政府の陰謀を解き明かした。それを公にするために、オマリーはFBIのウォルター・スキナー副長官に助力を求める。オマリーはスキナーの仲介でかつてX-ファイルの捜査に当たっていたモルダーとスカリーにコンタクトをとることができた。オマリーの話を聞いたモルダーとスカリーはエイリアンに誘拐されたと主張するスヴェータという女性に会う。スヴェータは誘拐されたとき、胎児をエイリアンに奪われ、自身はエイリアンのDNAを埋め込まれたのだという。俄かには信じがたい内容ではあったがスカリーはスヴェータの遺伝子を検査することにした。その後、オマリーはモルダーをある施設へと連れて行った。その施設に隠されていたものこそ、モルダーが追い求めてきた真実を根底から突き崩すものだった。
- 第2話「変異」 - 監督・脚本：ジェームズ・ウォン[20][21]

ヌージェニクス・テクノロジーのサンジェイ博士は本社ビルにある仕事場に到着した際、高周波のノイズ音を聞いた。そのノイズ音はいったんは止まったが、会議中に再び鳴り響きだした。奇妙なことに、博士以外の人間にはノイズ音が聞こえていないようだった。ノイズ音に耐えられなった博士は会議室から飛び出し、近くのサーバー管理室に鍵をかけて閉じこもった。ガードマンたちは管理室に入るべく、ドリルを使って鍵穴をこじ開けようとした。ノイズ音とドリルの音に耐えきれなくなった博士は理性を失い、ペーパーナイフで鼓膜を破った後、絶命する。
モルダーとスカリーはサンジェイ博士の不審死事件の捜査に赴いた。ヌージェニクス・テクノロジーの捜査に対する態度は非協力的なもので、手がかりひとつ得られなかった。そこで、モルダーはサンジェイ博士の携帯電話を盗み出し、博士が最後に電話した人物との接触を試みた。その人物は博士の恋人、グプタであった。グプタはモルダーに「サンジェイとは疎遠になっていた。どうも彼は子供たちが死にかけていることを気にしているようだった。」と語った。その頃、スカリーは博士の死体を解剖していた。その最中に、スカリーは博士の手のひらに「創設者の変異」と書かれていることに気が付いた。ヌージェニクス・テクノロジーには「創設者」と呼ばれる科学者がいた。彼の名はオーガスタス・ゴールドマン。人を避けることで知られていた。モルダーとスカリーはサンジェイ博士の自宅を捜査すると、醜い顔をした子供たちの写真が見つかった。そうこうしているうちに、警察も博士の自宅に到着した。その途端、モルダーは謎のノイズ音を聞き倒れてしまった。
ヌージェニクス・テクノロジーと深い関係を持つ国防総省がFBIの捜査に不快感を示したため、スキナー副長官はモルダーとスカリーの2人に懲戒処分を下す羽目になった。捜査を進めるモルダーはサンジェイ博士が死んだのとほぼ同時刻にヌージェニクス・テクノロジーの本社ビルの近くで撮影された鳥の群れの映像を見ていた。博士が死ぬ間際、なぜか鳥たちも飛び去って行ったのである。モルダーはサンジェイ博士が聞いたノイズ音は人間には聞こえないはずの周波数だったのではないかと考える。なぜ博士にだけ聞こえたのか突き止める中で、モルダーとスカリーはヌージェニクス・テクノロジー社がある陰謀に関与していたことを突き止めた。
- 第3話「トカゲ男の憂鬱」 - 監督・脚本：ダリン・モーガン[23]

オレゴン州の森林地帯で喉を裂かれた死体が発見された。現場付近で爬虫類型人間と思われる生命体の目撃情報が相次いだため、モルダーとスカリーが調査に当たることになった。いつもなら真っ先にUMAの存在を確信するはずのモルダーだったが、第1話で遭遇した真実があまりにもショックだったため、超常現象を素直に信じられずにいた。科学の立場から真相を究明しようとするモルダーの姿は、長年の相棒であるスカリーを戸惑わせた。地元の怪獣駆除専門家であるパシャと共に現場近くを捜査していると、モルダーとスカリーはトカゲ男に遭遇した。2人はトカゲ男をトイレに追い詰めたが、そこにいたのはガイ・マンと名乗る中年男性であった。
捜査を続けたモルダーはガイ・マンこそがトカゲ男に変身できるミュータントなのではないかという結論に至るが、真相はもっと仰天すべきものであった。
- 第4話「バンドエイド・ノーズ・マン」 - 監督・脚本：グレン・モーガン[24]

ある晩、夜遅くまで勤務していた市の職員が何者かの手で殺された。引き裂かれた肉片を見た限り、犯人は人間をはるかに上回る怪力の持ち主であると推測された。そのため、超常現象の専門家であるモルダーとスカリーが捜査に協力することとなった。捜査中、スカリーは兄のウィリアムから「母さん（マーガレット）が心臓発作で病院に緊急搬送された」と電話で知らされた。病院に急行したスカリーに再度ウィリアムから電話がかかってきた。ウィリアムによると、マーガレットは最近になってリビング・ウィルを書き換え、延命措置や蘇生措置を拒絶することにしたのだという。医者でもあり娘でもある自分に相談することなく、マーガレットが延命を拒否する決定を下していたことに、スカリーは動揺した。しかも、昏睡状態に陥る間際、マーガレットが助けを求めたのは、スカリーではなく、音信不通の息子、チャーリーだったのである。
マーガレットの生命維持装置が外されて間もなく、チャーリーがスカリーの携帯に電話をかけてきた。スカリーは電話を介して、マーガレットにチャーリーの声を聞かせた。突然、目を覚ましたマーガレットは、モルダーの手を握りながら「私の息子もウィリアムという名前なんですよ」と言い遺して亡くなった。
捜査に戻ったモルダーとスカリーは、バンドエイド・ノーズ・マンというモンスターにまつわる都市伝説の存在を知った。このモンスターの正体を明るみに出していく過程で、スカリーは母親の最期の言葉の意味を見出すことになった。
- 第5話「バビロン」 - 監督・脚本：クリス・カーター[25][26]

テキサス州のとある町。イスラム教徒の若者2人が画廊で自爆テロを起こした。捜査の結果、他にもテロを企てている者がいると判明したが、彼らがどこに潜伏しているのかまでは分からなかった。唯一の希望は自爆テロを起こした犯人のうちの一人が生存していることだったが、彼は昏睡状態にあった。
モルダーとスカリーはミラー捜査官とアインシュタイン捜査官の訪問を受けた。驚くべきことに、2人の捜査官は若かりし頃のモルダーとスカリーを彷彿とさせるような人物だった。ミラー捜査官は超常現象に対しモルダー以上に肯定的で、アインシュタイン捜査官は懐疑主義者であった。
母親の喪に服しているスカリーに代わって、モルダーはアインシュタイン捜査官とタッグを組んでテキサスで起きたテロの捜査を行うことになった。しかし、アインシュタイン捜査官が超常現象に対して極めて懐疑的な態度をとったため、2人は険悪になってしまった。
一方、スカリーとミラー捜査官は捜査を行いつつ、良好な関係を築いていた。しかし、突然現れた国土安全保障省のエージェントに捜査を妨害されてしまう。そこで、2人は昏睡状態のテロリストとの意思疎通を試みることにした。イラクでの勤務経験があるミラー捜査官がアラビア語でテロリストに話しかけ、スカリーがその時の脳波に覚醒の痕跡がないかを調べたが、テロリストは完全に昏睡していると判明しただけだった。
その頃、モルダーはシャーマニズムの手法でテロリストの潜在意識に働きかけるため、サイロシン（マジックマッシュルームから精製される幻覚剤の一種）を用いてトランス状態に入っていた。
- 第6話「闘争 Part.2」 - 監督・脚本・原案：クリス・カーター、共同原案:アン・シモン、マーガレット・フィアロン[27]

第1話から6週間が経過した。スカリーは行方が分からなくなったモルダーを探していた。FBIのモルダーのオフィスを調べたところ、彼はオマリーのオンラインニュースを見ていたことが判明する。スカリーはスキナーとアインシュタインにモルダーの失踪を報告した。その頃、モルダーは車でどこかへ向かっていたが、彼の体調は目に見えて悪化していた。
ワシントンD.C.に戻ったスカリーのもとに、オマリーが電話を掛けてきた。オマリーによると、モルダーの自宅が何者かによって荒らされているのだという。オマリーは「アメリカ国民に注入されたエイリアンのDNAによって、未知のウイルスの大流行が発生しているのではないか」という懸念をスカリーに伝えた。オマリーの仮説を突飛に過ぎると思ったスカリーではあったが、間もなくして免疫不全を起こした人が続出しアメリカ中が大混乱に陥り、医者でもあるスカリーは患者たちへの対処に追われた。
ミラーはスマートフォンの追跡アプリを利用して、モルダーの居場所を特定することに成功した。一方、スカリーとアインシュタインは治療法を模索していたが、対症療法で延命を図るのが精一杯であった。そんな折、スカリーに電話がかかってきた。電話の主はモニカ・レイエスであった。レイエスは「ワクチンの製造法について助言できるので、今から会いたい」と言ってきた。
レイエスと会ったスカリーは衝撃の事実を知らされることとなった。2002年にX-ファイル課が閉鎖された直後、レイエスはある人物から接触されたのだという。何と、その人物はシガレット・スモーキング・マンであった。ミサイル攻撃を生き延びたスモーキング・マンは、瀕死の重傷を負いながらも、人類を滅ぼすことを諦めていなかったのである。スモーキング・マンはレイエスに「私の計画に協力し給え。そうすれば、君は終末の時をスカリーと共に生き延びることができる。」と持ちかけてきた。その申し出を断ろうとしたレイエスだったが、独力でスモーキング・マンを止める自信はなかった。そんな弱さに抗えぬまま、レイエスはスモーキング・マンの申し出を受け入れてしまったのである。レイエス本人は「スモーキング・マンと12年にもわたって行動を共にしたのは、彼の計画を止めるためだった」と弁明したが、人類滅亡の危機が迫った現状では、それは言い訳でしかなかった。
スカリーはレイエスへの失望から「臆病者」と罵倒したものの、やむを得ずその助言を受け入れ、ワクチンの開発を始めた。その頃、モルダーは意識が朦朧とした状態で、実の父親であり、一連の事件の黒幕でもあるスモーキング・マンと対峙していた。

## 製作
2015年1月、FOXテレビジョングループの会長ダナ・ウォルデンとCEOのゲイリー・ニューマンは、シーズン9のその後を描くという形で『X-ファイル』をリブートすることが真剣に検討されていると明かした。また、Fox側はデイヴィッド・ドゥカヴニーとジリアン・アンダーソンの出演を望んでいるが、両名とも多忙なためスケジュール調整が難航していると報じられた。（なお、FOXは2014年に『24 -TWENTY FOUR-』の4年ぶりの新作である「リブ・アナザー・デイ」を放送し、成功を収めた。そのため、2002年の放送終了後も熱狂的なファンが多いX-ファイルのリブートを決めたとの報道がある。）
デイヴィッド・ドゥカヴニーもリブートには意欲的である。ただし、「僕らはもう年だから、フルシーズンやるエネルギーがないんだ」と述べている。
FOXとクリス・カーターはテレビシリーズでジョン・ドゲット捜査官を演じたロバート・パトリック、モニカ・レイエス捜査官を演じたアナベス・ギッシュ、マリタ・コバルービアスを演じたローリー・ホールデンの3人が出演することを望んでいた。しかし、パトリックはミニシリーズに出演することはないと述べている。なお、ホールデンは自身のTwitterでフォロワーから「ミニシリーズに出演する可能性があるか」と尋ねられた際に、「まだ分からない」と返答している。また、アルビン・カーシュFBI副長官を演じたジェームズ・ピケンズ・Jrにも出演オファーが出ていて、本人も出演に意欲を示していたが、ピケンズがレギュラー出演していた『グレイズ・アナトミー 恋の解剖学』の撮影スケジュールと重なったため、出演は取りやめとなった。
2015年3月24日、FOXは全6話のミニシリーズとしてテレビシリーズ終了後13年ぶりに新作を制作することを正式に発表した。テレビシリーズでシガレット・スモーキング・マンを演じたウィリアム・B・デイヴィスによると、ミニシリーズもカナダのバンクーバーで撮影される。（当初、カーターは全7話の構成を予定し、すでに7話目の脚本の執筆が終了していた。しかし、キャストのスケジュールの都合で第7話は製作されないこととなった。）
テレビシリーズでウォルター・スキナー副長官を演じたミッチ・ピレッジに出演オファーが出ていると報じられた。後日、ピレッジ本人がミニシリーズに出演すると正式に発表した。
5月11日、FOXはミニシリーズの放送開始日を2016年1月24日に決定した。6月8日、バンクーバーでの撮影が開始された。16日には新シリーズ第1話の撮影予定表の一部がネット上に流失する事件が起きた。
6月4日、『TVLine』は新シリーズの第2話がシーズン4第2話「ホーム」の続編になるのではないかと報じた。しかし、6月25日付の『エンターテインメント・ウィークリー』のインタビューにおいて、カーターはそうした噂を否定した。
7月22日、ローン・ガンメンのメンバー、リチャード・ラングリーを演じたディーン・ハグランドが自身のTwitterでミニシリーズにローン・ガンメンの3人が登場すると認めた。8月11日、テレビシリーズでモニカ・レイエス捜査官を演じたアナベス・ギッシュの出演が正式に発表された。9月3日、ドゥカヴニーとアンダーソンがTwitterでミニシリーズの撮影が終わったと述べた。
当初、1→5→3→2→4→6の順にエピソードが放送される予定だったが、全体の流れをより良いものにするために現在の順で放送されることとなった。
撮影現場でスカリーを演じるアンダーソンの生え際に違和感を覚えた一部のファンから、「アンダーソンはかつらを着用しているのではないか」とネットで指摘が寄せられた。実際、アンダーソンはスカリーを演じるにあたって髪を赤色に染めようとしたが、髪へのダメージや『THE FALL 警視ステラ・ギブソン』で金髪の主人公を演じなければならないことを考慮して、かつらを着用していた。

## マーケティング
2015年7月23日、FOXはミニシリーズのファースト・トレイラーを公開した。同年9月28日、FOXで放送されているテレビドラマ『GOTHAM/ゴッサム』と『マイノリティ・リポート』の中で新しい2本のトレイラーが公開された。翌29日、FOXは「The Truth Is Still Out There」（真実はまだそこにある）と題したセカンド・トレイラーを公開した。
10月6日、ミニシリーズの第1話「My Struggle」がカンヌで開催されている映像コンテンツ国際見本市「MIPCOM」で初めて公開された。また、10日にニューヨークで開催されるコミコンでも先行上映された。
10月12日には、アニメーションを使った「Ask Yourself」という題のトレイラーが公開された。19日には公式ポスター（シガレット・スモーキング・マンと思われる影が映っており、「TRUST NO ONE」（誰も信じるな）と書かれてあるポスター）と、「What if」と題されたサード・トレイラーが公開された。26日には「モンスターズ・オブ・ザ・ウィーク」系のエピソードに焦点を当てたトレイラー「They're Coming」が公開された。
30日、「The Truth」「Spooky Experience」と題されたトレイラー2本とエイリアンの頭部のレントゲン写真の上に「I STILL WANT TO BELIEVE」と書かれたポスターが公開された。11月10日、新たに3枚のポスターが公開された。19日には、さらに3枚のポスターが新しく公開された。
19日、ジリアン・アンダーソンが自身のTwitterで「このツイートが1万リツイートを達成したら、真実を垣間見せる。」とツイートした。それが達成された翌20日、FOXは「Show & Not Tell: Gillian Anderson」と題した動画を公開し、その中で劇中のシーンの画像21枚を公開した。12月11日、「First Look」と題されたメイキング映像が公開された。28日、「Re-Opened」と題された動画が公開され、それまで詳細が明かされなかった第3話「Mulder and Scully Meet the Were-Monster」の内容の一部が明かされた。

## 評価

### 評価（第1話）
アーリーレビューでは酷評されている。『バラエティ』のブライアン・ローリーは「かつての人気シリーズ『X-ファイル』の知名度を時代の風潮に合わせた形で利用しただけではないかという不安が頭から離れない。」「クリス・カーターをはじめとする製作スタッフは視聴者が『X-ファイル』のどこに魅力を感じていたのかを忘れてしまったようだ。」と評している。『ハリウッド・リポーター』のティム・グッドマンは「熱狂的な『X-ファイル』ファンですら「この番組を見る価値があるのか」と思ってしまう。実に残念な出来だ。」と述べている。『ディジタル・スパイ』のエマ・ディブディンは「十分に血が通った14年ぶりの復活作品というより、ノスタルジアに浸ったドラマに思える。」「エイリアンの入植と情報化社会に対する懸念を結び付けようとしているがこじつけに見える。」と批判している。

### 評価（第2話）
第2話は批評家から好意的に評価されている。ロジャー・イーバート・ドットコムのブライアン・タレリコは「第2話は（モルダーとスカリーの子供ウィリアムを含めた）『X-ファイル』のミソロジー要素と現代的な要素が完璧に融合している。」と評している。『エンターテインメント・ウィークリー』は第2話にB評価を下し、「『X-ファイル』のファンにとっては楽しめるエピソードだ。」「第1話よりも出来がいい。」と述べている。『A.V.クラブ』のアレックス・マッコーンは「第2話によって『X-ファイル』の新シリーズは正しい軌道に乗った。」「見る者をハラハラさせる優れたエピソードだ。」「第2話で繰り広げられる登場人物たちの会話を見れば、なぜ私たちがモルダーとスカリーを気に入ったのかが分かり、なぜこの2人が絶妙なコンビネーションを発揮できるのかを思い出すことができる。」と評している。

## スピンオフの可能性
2015年11月2日、『TVline』はFOXがローレン・アンブローズ演じるアインシュタイン捜査官とロビー・アメル演じるミラー捜査官を主人公としたスピンオフドラマを製作することを検討していると報じた。ただし、FOXはこの報道が事実であるかどうかコメントしていない。